# M12 Gun Motor Carriage
M12 Gun Motor Carriage var en amerikansk bandkanon som utvecklades under andra världskriget. Endast 100 exemplar byggdes, 60 år 1942 och ytterligare 40 år 1943. M12 byggdes på chassit av stridsvagnen M3 Lee, på det monterades en 155 mm kanon M1917, M1917A1 eller M1918 M1, beroende på tillgänglighet, en kanon som baserades på den franska Canon de 155 mm GPF. Kanonen monterades på en öppen plattform i bakdelen på chassit. Den hade en bepansrad förarhytt, men kanonbesättningen var oskyddad. En jordspade i bakdelen av chassit utnyttjades för att absorbera rekylen.
Under 1943 användes fordonen för utbildning eller var förrådsställda. Före invasionen av Frankrike blev 74 vagnar uppgraderade som förberedelse för stridsoperationer. De användes framgångsrikt under hela kampanjen i nordvästra Europa. Även om de främst var avsedd för indirekt eld, användes de ibland vid angrepp på tunga befästningar för att avge direkt eldunderstöd.
Begränsat lagringsutrymme innebar att endast 10 granater och drivladdningar kunde medföras. Mot denna bakgrund tillverkades ett liknande fordon, men utan kanon, under beteckningen Cargo Carrier M30. Denna hade som syfte att transportera kanonbesättningen och ytterligare ammunition. Under operativa förhållanden tjänstgjorde M12 och M30 i par. M30 var beväpnad med en 0,50-kaliber Browning M2-kulspruta. Den kunde transportera 40 stycken 155 mm granater och tillhörande drivladdningar.
Den ersattes av M40 GMC som baserades på chassit från M4A3 Sherman med en 155 mm kanon M2.